# Campodorus obscurator
Campodorus obscurator är en stekelart som beskrevs av Dmitriy R. Kasparyan 2003. Campodorus obscurator ingår i släktet Campodorus och familjen brokparasitsteklar. Inga underarter finns listade.